# Gerygone igata
Gerygone igata là một loài chim trong họ Acanthizidae.

## Hình ảnh

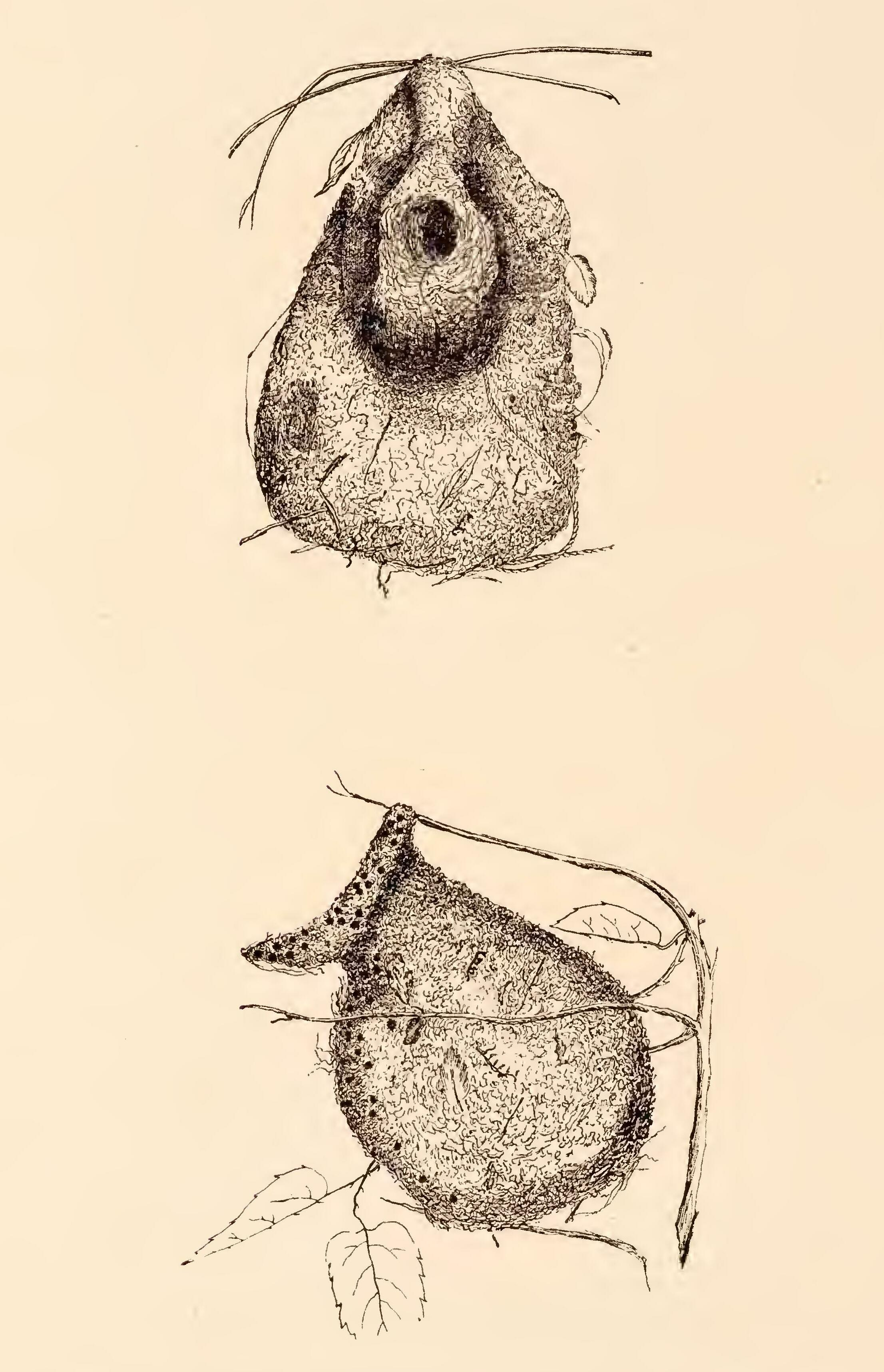
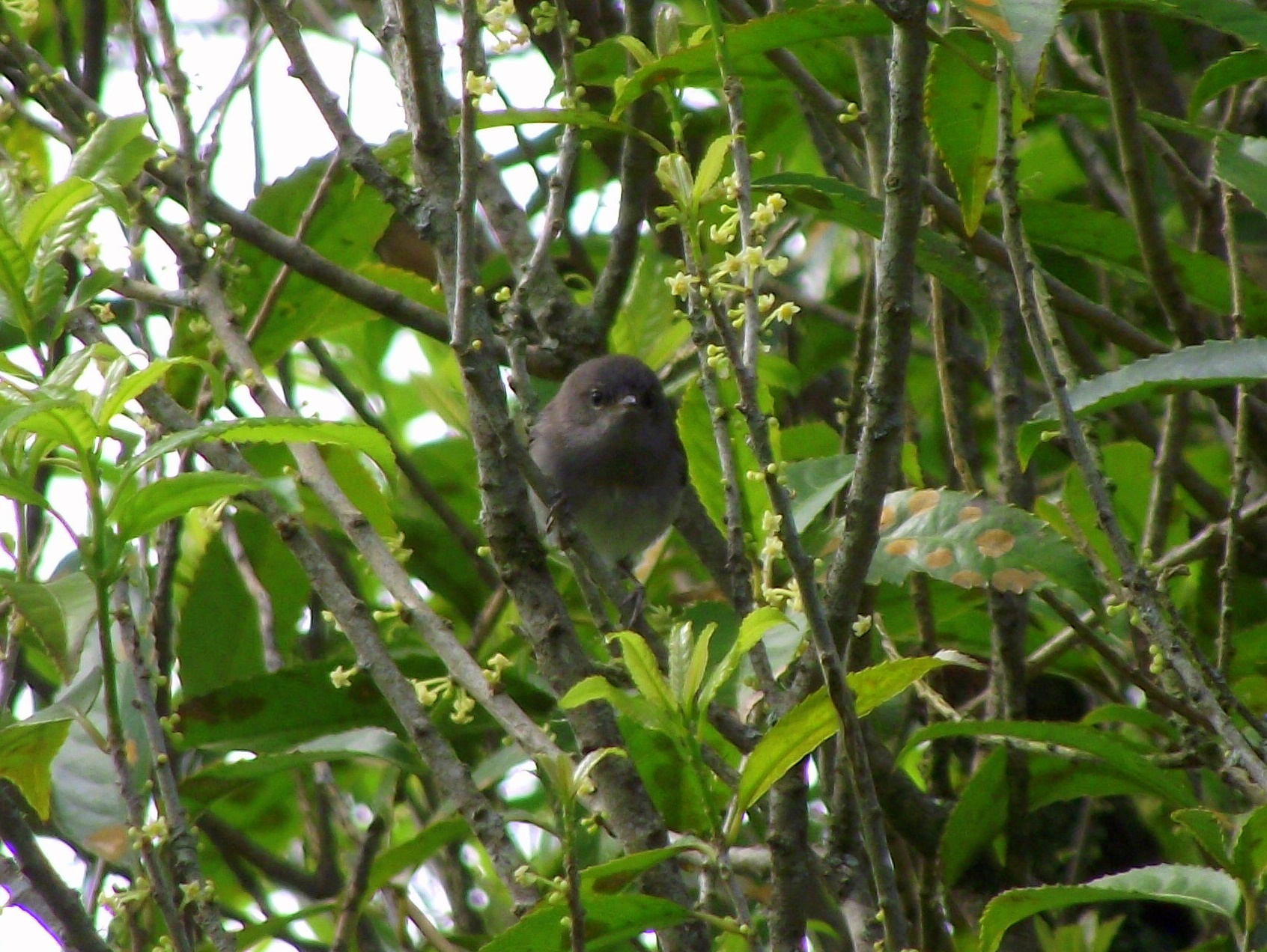
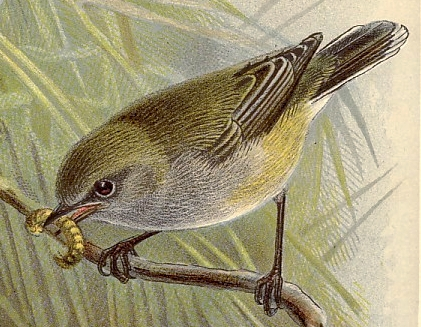